# Personaggi di Beyblade Metal Fusion
Questa è una lista dei personaggi del manga e anime Beyblade Metal Fusion.

## Personaggi principali

### Gingka Hagane

Il protagonista Gingka Hagane

Gingka Hagane (鋼 銀河?, Hagane Ginga, Ginga Hagane in Giappone), nativo di Komamura, la patria del beyblade, è un ragazzo sveglio e vivace che sta girando il mondo per diventare uno dei migliori bladers. In Beyblade Metal Fusion, il suo beyblade è Pegasus 105F (solo nel manga) Storm Pegasus 105rf in Beyblade Metal Masters Galaxy Pegasus W105R2F (soprannominato il bey leggendario), in Beyblade Metal Fury Cosmic Pegasus F:D e in Beyblade Metal Zero-G Samurai Pegasis W105R2F.
È doppiato in giapponese da Aki Kanada (ed. giapponese) e in italiano da Federico Zanandrea.

### Kyoya Tategami
Kyoya Tategami (盾神 キョウヤ?, Tategami Kyōya) è il capo della banda dei Face Hunters fino a quando non la scioglie. Diviene subito il principale rivale di Gingka, anche se nel corso della prima serie stringe amicizia con lui. In Beyblade Metal Fusion e Beyblade Metal Masters, il suo beyblade è Rock Leone 145WB, in Beyblade Metal Fury Fang Leone 130W2D; entrambi appartengono alla costellazione del Leone, sfruttano la forza del vento, e utilizzano principalmente strategie difensive. Il ruolo di Kyoya è lo stesso che occupa Kei nella serie originale, Beyblade. Viene implorato e tranquillizzato da Gingka e i suoi amici dopo esser stato sconfitto pur di essersi unito ancora una volta al suo gruppo.
È doppiato in giapponese da Satoshi Hino e in italiano da Simone D'Andrea.

### Benkei Hanawa
Benkei Hanawa (花輪ベンケイ?, Hanawa Benkei) è un membro dei Face Hunters e grande amico di Kyoya. Appare come il tipico bullo e, inizialmente, sconfigge con la prepotenza Kenta, ma con il tempo si scoprirà che, in realtà, è un ragazzo gentile con un grande cuore. Il suo beyblade è Dark Bull H145SD. Egli si ribellò dai Face Hunters unendosi al gruppo.
È doppiato in giapponese da Kenta Miyake e in italiano da Patrizio Prata.

### Kenta Yumiya
Kenta Yumiya (ゆみや ケンタ?, Yumiya Kenta) conosce Gingka nel primo episodio dell'anime, durante un combattimento contro i Face Hunters e diventa presto suo grande amico. Il suo beyblade è Flame Sagittario C145S. In Beyblade Metal Fury il suo Bey diventa Flash Sagittario 230WD. Nonostante Kenta sia un abile blader, non è all'altezza di Gingka, Kyoya ed altri. In Beyblade Metal Masters diventa un personaggio secondario mentre in Beyblade Metal Fury ritorna ad essere un personaggio importante perché inizia a viaggiare insieme a Ryuga.
È doppiato in giapponese da Emiri Katō e in italiano da Monica Bonetto.

### Madoka Amano
Madoka Amano (天野まどか?, Amano Madoka) è un'amica di Gingka. Quest'ultimo la incontra per la prima volta quando lei gli aggiusta il suo beyblade. Da quel giorno Madoka si inserisce nel gruppo di bladers di Gingka, poiché è abilissima nella riparazione dei beyblade. Il suo beyblade è Mad Gasher 145F.
È doppiata in giapponese da Kei Shindō e in italiano da Jolanda Granato.

### Yu Tendo
Yu Tendo (天童遊?, Tendō Yū) è un membro di Nebula Oscura e nutre una grande ammirazione per Ryuga. Il suo beyblade è Flame Libra T125ES. Yu si ribella dall'organizzazione e strinse un patto d'alleanza con Gingka e i suoi amici.
È doppiato in giapponese da Kaori Nazuka e in italiano da Federica Valenti.

### Tsubasa Otori
Tsubasa Otori (大鳥翼?, Otori Tsubasa) è un agente dei servizi segreti della WBBA. Si infiltra nell'organizzazione Nebula Oscura per scoprire il punto debole di Ryuga. Tsubasa all'apparenza sembra un tipo un po' solitario e non molto sorridente; in realtà è un ragazzo molto buono, generoso e certe volte fa un sorriso rivolto ai suoi amici. Il suo beyblade è Earth Aquila 145WD (Earth Eagle nell'adattamento Italiano dell'anime).
È doppiato in giapponese da Miyu Irino e in italiano da Renato Novara.

### Ryuga
Ryuga (竜牙?) è il prescelto per usare il bey proibito. Nella prima serie, il suo beyblade è Lightning L-Drago 100HF (nel manga è L-Drago 105F), nella seconda Meteo L-Drago LW105LF e nella terza L-Drago Destroy F:S.
È doppiato in giapponese da Kenjirō Tsuda.

### Masamume Kadoya
Masamune Kadoya (角谷 正宗?, Kadoya Masamune) compare per la prima volta durante le qualificazioni per il torneo Battle Blader. Il suo beyblade è Ray Unicorno D125CS ribattezzato Ray Striker nella versione italiana. Nella terza serie il suo bey sarà Blitz Unicorno 100RSF. Nella seconda serie si unisce al gruppo di Gingka. Ragazzo impulsivo, si definisce sempre il "NUMERO 1" o "IL MIGLIORE" e via dicendo. Si conquista un posto da titolare nella squadra giapponese.
È doppiato in giapponese da Yūko Sanpei e in italiano da Stefano Pozzi.

### Hikaru Hazama
Hikaru Hazama (波佐間ヒカル?, Hazama Hikaru) gira il mondo per sfidare i migliori bladers in circolazione per diventare sempre più forte. Il suo beyblade è Storm Aquario 100HF/S. Nel torneo Battle Blader viene sconfitta da Ryuga il quale gli ruba lo spirito del blader spedendola in una sorta di coma tuttavia quando Gingka sconfigge Ryuga Hikaru si risveglia. In Beyblade Metal Masters si viene a sapere che Hikaru ha deciso di smettere di combattere a beyblade perché è rimasta sconvolta dalla sconfitta inflittagli da Ryuga tuttavia lavora alla WBBA come assistente del padre di Gingka.
È doppiata in giapponese da Marina Inoue e in italiano da Giulia Franzoso.

### Ryuusei Hagane
Ryuusei Hagane (鋼 流星?, Hagane Ryūsei) è il padre di Gingka, nella prima serie si nasconde sotto l'identità di Phoenix e combatte contro Gingka con il suo beyblade Burn Fireblaze 135MS. Diventerà in seguito presidente della WBBA giapponese.
È doppiato in giapponese da Shō Hayami.

## Personaggi secondari

### Nebula Oscura

#### Doji
Doji (大道寺?, Daidouji) è il leader di Nebula Oscura e desidera l'ascesa al potere di Ryuga il possessore di L-Drago. Durante gli episodi di Beyblade Metal Fusion si viene a conoscenza della sua passione per i cactus anche se non ne rivela il motivo. Organizza il Battle Blader per fornire a Ryuga il potere necessario per diventare il blader più forte del mondo. Dopo la sconfitta impartitagli da Phoenix, viene sfidato da Ryuga che gli sottrae lo spirito del blader. In Beyblade Metal Masters si viene a sapere che è stato il Dr. Ziggurat ad affidare a Doji la missione di far rivivere Lightning L-Drago. In Beyblade Metal Fury ritorna con una vistosa cicatrice all'occhio destro inoltre sostituisce i suoi occhiali con un monocolo all'occhio sinistro e i suoi capelli appaiono grigi con un solo ciuffo giallo centrale. Si scoprirà che è un alleato dei blader di Nemesis e sottoposto di Pluto, col compito di trovare Rago, il figlio del sole nero imprigionato in un antico tempio; le sue azioni nella prima serie erano volte ad un primo tentativo di fare di Ryuga il blader utilizzatore di proto-Nemesis, operazione che si è rivelata un fallimento. Confermerà inoltre che lui e Ziggurat erano veramente alleati e collaboravano per il risveglio di Nemesis, ma viene definitivamente ucciso dopo la morte del Ziggurat. Il beyblade di Doji è Dark Wolf DF145FS.
È doppiato in giapponese da Takehito Koyasu.

#### Merci
Merci (メルシー?, Merushī) è un'intelligenza artificiale che interagisce vocalmente con Doji prendendo ordini da quest'ultimo al fine di dirigere la base di Nebula Oscura. Dopo che Doji viene sconfitto da Ryuga inizia a prendere ordini da quest'ultimo che gli ordina di costruire l'arena della lotta finale del Big Bang Bladers.
È doppiato in giapponese da Hiroaki Hirata.

#### Kumasuke Kumade, Kumata Kumade e Kumaji Kumade
Kumasuke Kumade (熊手熊介?, Kumade Kumasuke), Kumata Kumade (熊手熊太?, Kumade Kumata) e Kumaji Kumade (熊手 熊次?, Kumade Kumaji) sono conosciuti col nome di "Fratelli Kumade" e lavorano per Nebula Oscura. Il loro beyblade è Rock Orso D125B. Vengono sconfitti da Gingka e i suoi amici.
Sono doppiati in giapponese da Wataru Takagi (Kumasuke), Tsubasa Takanohashi (Kumata) e Hidenori Sakaki (Kumaji).

#### Dan Sodo e Reiki Sodo
Dan Sodo (双道ダン?, Sodo Dan) e Reiki Sodo (双道レイキ?, Sodo Reiki) sono due gemelli al soldo di Nebula Oscura. Il loro beyblade è Evil Gemios DF145FS. Vengono sconfitti da Gingka e i suoi amici.
Sono doppiati in giapponese da Rina Satō.

#### Reiji Mizuchi
Reiji Mizuchi (水地 零士?, Mizuchi Reji) è il secondo blader più forte dell'organizzazione Nebula Oscura. Anche lui come Ryuga dispone di una mossa oscura. Il suo beyblade è Poison Serpent SW145SD. Con la morte di Poison Serpent, egli viene sconfitto e fatto trasformare in una statua da Gingka nonostante l'abbia messo in difficoltà.
È doppiato in giapponese da Akeno Watanabe.

#### Tetsuya Watarigani
Tetsuya Watarigani (渡蟹 哲也?, Watarigani Tetsuya) usa qualsiasi mezzo per vincere un incontro. Il suo beyblade è Mad Gasher CH120FS. Dopo essere stato sconfitto da Gingka si unisce a Nebula Oscura per vendicarsi.
È doppiato in giapponese da Ken'ichi Fujiwara e in italiano da Luca Bottale.

#### Ryutaro Fukami
Ryutaro Fukami (深海流太郎?, Fukami Ryūtarō) è un indovino e usa l'ipnosi contro i suoi avversari. Il suo beyblade è Thermal Pisces T125ES. Viene sconfitto da Gingka durante le qualificazioni al Battle Blader e si unisce a Nebula Oscura per convenienza.
È doppiato in giapponese da Hiro Yūki.

#### Tobio Oike
Tobio Oike (大池 トビオ?, Ōike Tobio) è conosciuto anche come "Capri il cecchino". Il suo beyblade è Storm Capricorn M145Q. Si unisce a Nebula Oscura per potenziare il suo beyblade.
È doppiato in giapponese da Akira Ishida e in italiano da Stefano Pozzi.

### Wang Hu Zhong
Sono la squadra cinese, proveniente dal tempio Bey-Bey che tramanda la tradizione del BeyBlade da 4 000 anni. Composta da 4 elementi saranno i primi avversari nel torneo dei Galassia Gun-Gun, verranno sconfitti dopo 3 difficilissime sfide. Successivamente rientreranno al 4º turno superando la qualificazione con le altre squadre sconfitte ai primi 2 turni (tra cui i Russi e gli Arabi), ma saranno sconfitti nelle prime 2 sfide contro gli Excaliburd. I suoi componenti sono:

#### Dashan Wang
Dashan Wang (王 大翔?, Ō Daishō) è il severo e carismatico leader della squadra. Molto legato alla tradizione millenaria e rigido nei regolamenti, è cresciuto al tempio ed è il miglior amico del compagno Chi-yun Li. Discute spesso col compagno Chao Xin per via dell'atteggiamento di quest'ultimo. Sfiderà Gingka nella 3ª sfida del torneo e verrà sconfitto, tuttavia questo gli farà aprire gli occhi sulla suo eccessivo attaccamento al passato; diventerà buon amico e rivale di Gingka. Nella sfida di riqualificazione non parteciperà in quanto i suoi compagni saranno sconfitti dagli europei prima che possa scendere in campo. Tuttavia se la vedrà con Julian Korzen verso al fine della serie. Il suo bey è Rock Zurafa R145WB con cui esegue alla perfezione tutte le tecniche sviluppate nei 4.000 anni di storia del suo tempio.
È doppiato in giapponese da Wataru Hatano e in italiano da Davide Albano.

#### Chi-yun Li
Chi-yun Li (リー・チーユン?, Rī Chīyun) è il più giovane della squadra e, assieme a Mei-Mei, il primo a presentarsi a Gingka e gli altri in Giappone prima dell'inizio del torneo. Entra al tempio Bey-Bey da piccolo e, dopo delle difficoltà iniziali, diventerà uno dei 4 più forti grazie agli incoraggiamenti di Dashan, diventandone il miglior amico. Sfida Gingka e Masamune assieme alla compagna in una sfida amichevole. Successivamente se la vedrà con Tsubasa nella 2ª sfida di squadra, spronandolo a mostrare il potere delle tenebre che aveva usato contro Kyoya, ma ne resterà terrorizzato, alla fine però riuscirà a vincere. nel torneo di riqualifica sarà il 2° a scendere in campo sfidando Klaus, determinato a non deludere Dashan, ma l'europeo lo sconfiggerà facilmente. Il suo bey è Thermal Lacerta WA130HF.
È doppiato in giapponese da Mitsuki Saiga e in italiano da Cinzia Massironi.

#### Chao Xin
Chao Xin (チャウシン?, Chau Shin) è l'ultimo membro della squadra a comparire. Chao Xin è uno spirito libero e poco propenso a seguire le regole del tempio e quando può se ne va in giro per la vicina città con un gruppetto di ragazze, sue fan. Quasi certamente il più forte della squadra dopo Dashan, proprio con questi non va d'accordo visto il carattere opposto. Svilupperà una rivalità con Masamune che lo spingerà ad impegnarsi sul serio e a seguire di più le regole e gli impegni, sebbene sarà lui stesso a far capire a Dashan che una sconfitta non cancella 4 millenni di tradizione. Nella sfida di riqualificazione sarà compagno di Mei-Mei nella sfida con Sophie e Wales degli Excalibur, ma verranno sconfitti facilmente quando questi faranno sul serio. Il suo bey è Poison Virgo ED145ES.
È doppiato in giapponese da Hiroki Takahashi e in italiano da Ruggero Andreozzi.

#### Mei-Mei
Mei-Mei (メイメイ?, Meimei) è la riserva della squadra è l'unica blader femminile. Alla prima apparizione affiancherà Chi-yu Li nell'amichevole contro Gingka e Masamune, successivamente non scenderà più in campo fino alla sfida con gli Excalibur in cui affiancherà Chao Xin. Il suo bey è Aquario 105F.
È doppiata in giapponese da Mai Nakahara e in italiano da Loretta Di Pisa.

#### Lovushka
I Lovushka sono il team russo, composto da 3 elementi, sono anche apprendisti astronauti e si addestrano da anni in un centro spaziale per realizzare un giorno il sogno di andare nello spazio. Tuttavia la carenza di fondi li spinge a partecipare al torneo di Bey Blade al fine di farsi pubblicità e ottenere finanziamenti, il loro allenatore è disposto a qualunque trucco pur di riuscire nell'obbiettivo e i ragazzi sembrano inizialmente condividere la sua idea.

#### Anton
Anton (プーテン?, Pūten, Puten in Giappone) è l'allenatore della squadra e membro di spicco del centro spaziale che ha addestrato i ragazzi. Uomo di età avanzata, è disposto ad ogni sotterfugio pur di ottenere la vittoria; difatti manda i 3 dapprima a rubare informazioni dal computer di Madoka (tecnico della squadra), poi tenterà di allontanare Gingka dal resto della squadra facendogli cambiare treno, anche se sarà Masamune a cadere nel tranello, successivamente preparerà degli stadi appositi per ciascuno dei suoi ragazzi così da avvantaggiarli, ma verranno comunque sconfitti nelle prime 2 sfide. Nel corso della seconda inoltre sarà lui stesso ad affrontare ed essere sconfitto da Masamune che ha scoperto i suoi trucchi. Il suo bey è Evil Wolf DF145FS
È doppiato in giapponese da Ken Narita e in italiano da Paolo Sesana.

#### Aleksei
Aleksei (アレクセイ?, Arekusei) è il capitano della squadra, avendo dedicato la vita al sogno di andare nello spazio accetta di barare secondo le direttive di Anton, sebbene sembri avere delle riserve nel farlo. Un ragazzo all'apparenza tranquillo e diligente, è un grande esperto di fisica quantistica e di scienze varie, proprio grazie a ciò conquista Madoka e riesce a rubare le informazioni dal suo portatile. Nella sfida affronterà Yu nella seconda lotta. Il suo bey è Burn Wolf SW145SD e, tramite un campo speciale che emette particolari frequenze, può galleggiare a mezz'aria, risultando intoccabile, tuttavia ciò rimane possibile finché il campo in questione resta liscio, Yuu scoprirà questo difetto e riuscirà ad averne ragione.
È doppiato in giapponese da Hiroki Shimowada e in italiano da Davide Garbolino.

#### Nowaguma
Nowaguma (ノワグマ?) è un ragazzo misterioso che veste con una tuta spaziale e che parla sempre sottovoce, è molto timido in situazioni normali, ma sul campo è una vera belva scatenata. Il suo bey è Rock Orso D125B che dispone di notevole potenza, ma nonostante questo e un campo gabbia che impediva a Gingka di usare la sua mossa speciale verrà comunque sconfitto.
È doppiato in giapponese da Yūsuke Numata e in italiano da Benedetta Ponticelli.

#### Lera
Lera (ドーラ?, Dōra, Dora in Giappone) è l'unico componente femminile della squadra. Non parteciperà in quanto i suoi compagni saranno sconfitti nei primi 2 turni; il suo bey è Rock Scorpio T125JB.
È doppiata in giapponese da Sayaka Narita e in italiano da Francesca Bielli.

### Bagliore del Deserto
Sono i tre rappresentanti Arabi al torneo; faranno amicizia con i Galassia Gun-Gun prima della loro sfida, sperando di sfidarsi nei turni successivi, ma verranno tutti sconfitti dal solo Julian Korzen degli Excalibur.

#### Gasur
Gasur (ガスル?, Gasuru) è il capitano della squadra e il primo ad affrontare Julian, risultando impotente contro la sua mossa "occhi della medusa". Il suo Bey è Storm Norther Cross 125SF.
È doppiato in giapponese da Tokuyoshi Kawashima e in italiano da Matteo Zanotti.

#### Karte e Zidane
Karte (カルテ?, Karute) e Zidane (ジダン?, Jidan) sono i compagni di Gazul e sono soliti combattere in coppia potendo contare su una mossa speciale congiunta, poiché entrambi usano un bey Rock Raven 125F, ma verranno spazzati via dalla "Excalibur nera" di Julian, che li sfiderà assieme senza alcun timore.
Sono doppiati in giapponese da Mahiro Yamanaka (Kart) e Hideki Nakanishi (Zidane) e in italiano da Marco Benedetti (Kart) e Davide Fumagalli (Zidane).

### Zanna Selvaggia
I Wild Fang (Zanna Selvaggia nell'adattamento italiano dell'anime) sono i rappresentanti dell'Africa e i loro blader appartengono a diversi paesi del continente, sebbene due siano in realtà Giapponesi: ovvero Kyoya Tategami e Benkei travestito da Masked Bull. Affronteranno i Galassia Gun Gun al 3º turno in un durissimo confronto, venendo infine sconfitti.

#### Nile
Nile (ナイル?, Nairu) è il secondo più forte, probabilmente di origine egiziana. Si confronterà con Masamune riuscendo a vincere dando per la prima volta in vita sua il massimo, come lui stesso ammetterà. Il suo bey è Vulcan Horuseus 145D. Successivamente affiancherà Kyoya nel match di spareggio contro Gingka e Masamune, ma verranno sconfitti. Darà il suo contributo nella lotta contro i Blader di Ziggurat, fermando l'attacco di Julian e Argo durante i festeggiamenti post torneo, quindi accompagnerà i Galassia Gun Gun, assieme ad altri blader, verso Hades City.
È doppiato in giapponese da Akio Suyama e in italiano da Federico Viola.

#### Damourè
Damourè (ダムレ?, Damure) è il più debole, ma al contempo intelligente e strategico della squadra. Riuscirà a guidare la potenza di Masked Bull nella sfida doppia contro Yuu e Tsubasa, scoprendo inoltre i loro punti deboli con estrema rapidità, anche se alla fine saranno sconfitti. Il suo bey è Counter Scorpio 145D.
È doppiato in giapponese da Tsubasa Yonaga e in italiano da Simone Lupinacci.

### Chandora
Sono i tre rappresentanti indiani, verranno sconfitti in due turni dai Wild Fang.

#### Salhan
Salhan (サルハン?, Saruhan) è il caposquadra che affronterà Kyoya, avendo studiato il suo modo di combattere aveva predisposto adeguate contromisure, ma il suo avversario era enormemente migliorato rispetto a quanto si aspettasse. Il suo bey è Flame Serpent SW145F.
È doppiato in giapponese da Makoto Ishii.

#### Vridick
Vridick (リティック?, Ritikku) è l'avversario di Nile nella sfida con i Wild Fang, ma verrà rapidamente sconfitto. Il suo bey è Storm Serpent.
È doppiato in giapponese da Kiyotaka Furushima.

#### Aniel
Aniel (アニル?, Aniru) è il 3° membro della squadra, non avrà modo di scendere in campo, il suo bey è Rock Serpent.
È doppiato in giapponese da Yusuke Ochiai.

### Excalibur
Sono la squadra rappresentante dell'unione europea, i loro 4 rappresentanti sono stati scelti tra i migliori dei 28 paesi membri. per buona parte della 2ª serie sono i maggiori rivali, nonché i favoriti del torneo vista l'enorme superiorità. Saranno i galassia Gun-Gun a sconfiggerli infine in tre durissimi match.

#### Julian Konzern
Julian Konzern (ジュリアス・シーザー?, Juriasu Shīzā, Julius Caesar in Giappone) è il diciannovenne italiano leader e più forte membro della squadra. Discende dalla più nobile e ricca famiglia europea ed è abituato a primeggiare in tutto, il beyblade è per lui solo un ulteriore mezzo per dimostrare le sue abilità (tra gli altri figurano: scherma, piano ed equitazione con eccellenti risultati). Appare nel 12º episodio, dove sfida da solo i rappresentanti arabi vincendoli tutti e 3 senza alcuno sforzo. Nel 16 episodio è dimostrato idolo di tutti i blader rappresentanti dell'unione europea e affronterà in un'amichevole, coi compagni Sophie e Wales, Gingka, Masamune e Yu contemporaneamente; restandosene però in disparte per quasi tutto il duello dando solo il colpo finale a Gingka e Masamune. Negli episodi 25 e 26 assisterà divertito alla vittoria dei suoi compagni sui cinesi. Avrà, nel 27º episodio un breve confronto con Ryuga, che non tollera la presenza di un altro bey capace di ruotare a sinistra come il suo. Nel 29 episodio finalmente si sfiderà nella 3ª gara contro Gingka, rivelando le abilità di controllo gravitazionale del suo bey e tenendolo a bada per tutto il duello, ma alla fine sarà sconfitto. Nella sfida delle 4 squadre finaliste, la sua squadra affronterà gli americani degli Starbreaker e lui in particolare col campione americano Damian, ma nonostante gli immensi miglioramenti fatti non riuscirà ad ottenere una vittoria nemmeno supportato da Sophie e Wales. in seguito accetterà di aiutare il dr. Ziggurat e si opporrà ai Galassia Gun-Gun, in un primo scontro sarà affiancano dal leader della squadra Brasiliana, Garcia, ma verranno interrotti da Nile dei Wild Fang, in seguito sconfiggerà Wales e Sophie che non intendo seguirlo, infine sarà sconfitto da Dashan, ritrovando il suo spirito di blader. Il suo Bey è Gravity Destroyer AD145WD (in originale Gravity Perseus), l'unico al mondo che può ruotare sia a destra che a sinistra, e si ispira al leggendario eroe greco che sconfisse la medusa. Come questi, il bey possiede un'abilità nota come "sguardo" della medusa che all'apparenza blocca i bey avversari, in realtà emette impulsi gravitazionali che schiacciano i bey immobilizzandoli; la sua mossa speciale è "Excalibur Nera" che rilascia una potente onda gravitazionale unica dalla devastante potenza (poiché viene usata solo con la rotazione a sinistra, è possibile, anche se non dimostrato, che non possa eseguirla con la rotazione a destra). Nella sfida con gli americani dimostrerà di aver potenziato ulteriormente le sue abilità; difatti lo sguardo della medusa, che in origine rilasciava flussi casuali a 360°, ha ora effetto costante su tutto il campo (sebbene non sfrutti questa versione nello scontro con Dashan, ma solo contro Damian) e all'occorrenza Julian può direzionarlo in un unico punto, creando una potente pressione gravitazionale (mossa nota come "Impatto della gravità") e, ancora, può usare questo colpo concentrato anche su zone multiple senza ridurre l'intensità del colpo.
È doppiato in giapponese da Daisuke Kirii e in italiano da Luca Bottale.

#### Sophie
Sophie (ソフィー?, Sofī) è la rappresentante francese e unica donna del gruppo, il suo sogno è diventare archeologa. Fa spesso coppia con Wales. Appare per la prima volta in Grecia dove i Galassia Gun-Gun erroneamente pensano voglia buttarsi da una scogliera, ma in realtà vuole solo vedere il relitto di un'antica nave (che fa apparire dall'acqua tramite il bey). Successivamente, assieme a Julian e Wales, sfiderà Gingka, Yuu e Masamune che si sono introdotti illegalmente nel tempio ove ha luogo il torneo dei campioni europei, la sua collera ricadrà su Yuu quando la sua mossa speciale minaccerà lo stadio del sacro tempio. Successivamente sfiderà, ancora con Wales, Chao Xin e Mei-Mei, vincendoli facilmente. Quando Tsubasa penetrerà nella vilal di Julian, assieme a Wales lo difenderà dell'intruso, venendo però assalita da Ryuga al suo arrivo, Julian impedirà che venga sconfitta come Wales. Nella sfida coi Galassia Gun Gun, ancora affiancata da Wales, sfiderà Yuu e Tsubasa, venendo però sconfitti da quest'ultimo quando riuscirà a sconfiggere le sue tenebre inferiori. Nella sfida con gli americani interverrà assieme a Wales per difendere Julian da Damian, ma saranno sconfitti. In seguito si schiereranno coi Galassia Gun Gun contro il Dr. Ziggurat e si ritroverà a sfidare Julian, venendone sconfitta. Il suo bey è White Gran Cetus T125RS con le mosse speciali Grande Maelstrom e Grande Vittoria, assieme a Wales usa la mossa combinata Grande Deucalione; considera se stessa e il suo bey uno degli scudi di Julian.
È doppiata in giapponese da Eri Kitamura e in italiano da Beatrice Caggiula.

#### Wells
Wells (ウェルズ?, Ueruzu) è il rappresentante dell'Inghilterra. Appare al torneo dei guerrieri dove caccia in malo modo i galassia Gun Gun, in quanto non membri del gruppo, accettando poi di sfidarli per difendere l'onore dell'unione europea dopo la sconfitta di altri 3 rappresentanti. Nella sfida coi cinesi affiancherà Sophie nella lotta con Chao Xin vincendo facilmente. Quando Tsubasa s'introdurrà nella villa di Julian, assieme a Sophie, lo difenderà, ma all'arrivo di Ryuga verrà rapidamente sconfitto Sfiderà poi Tsubasa e Yuu, venendo sconfitto quando il ragazzo di colore prenderà il sopravvento sulle tenebre. Nella sfida con gli Star Breaker interverrà a difesa di Julian, ma Damian lo sconfiggerà assieme ai 2 compagni di squadra; in seguito si opporrà a Ziggurat assieme a Sophie e Klaus, sfidando a malincuore Julian, passato dalla parte dello scienziato, venendone sconfitto! Il suo bey è Blue Grand Cetus WD145RS e la sua mossa speciale è Grande Flotta, con Sophie può usare la mossa speciale congiunta, grande Deucalione; come per Sophie si considera lo scudo di Julian.
È doppiato in giapponese da Yoshimasa Hosoya e in italiano da Alessandro Rigotti.

#### Klaus
Klaus (ゲオルグ?, Georugu, George in Giappone) è il 4° possente blader degli Excaliburd, di nazionalità ignota (ma probabilmente tedesco). Si presenterà alla sfida coi cinesi, sconfiggendo Chi-yu Li con la sua incredibile potenza di rotazione (secondo Julian la maggiore al mondo). In seguito terrà a bada i giornalisti che infastidiscono Julian (mostrando in quest'occasione un'enorme agilità rispetto alla sua possente massa). Nella sfida coi Galassia Gun Gun si accenderà una rivalità tra la sua ascia (come viene definito il suo bey) e la lancia di Masamune (come viene spesso identificato il suo Rey Striker) e riuscirà a sconfiggerlo dando fondo a tutta la sua potenza, sebbene ciò lo farà finire all'ospedale. Nella sfida con gli americani scenderà in campo per primo contro Jack, e pur avendo superato i suoi limiti precedenti grazie alla sfida con Masamune (che spera di sfidare nuovamente) sarà ridicolizzato dall'avversario. Il suo Bey è Grand Capricorn 145D e possiede un'enorme potenza di rotazione; le sue mosse sono gli artigli della tempesta (#1, #2 e #3°), mentre la sua mossa speciale è "Tenebre d'acciaio", in cui Klaus dà fondo a tutte le sue risorse.
È doppiato in giapponese da Hisao Egawa e in italiano da Luca Ghignone.

### Garcia
Sono i secondi qualificati al girone B del torneo mondiale rappresentati dal Brasile, composta dai 4 fratelli Garcia, che sono nati e vissuti in povertà nelle favelas; il loro scopo di partecipazione è ottenere il successo per andarsene da quel mondo e sono disposti a qualunque scorrettezza per ottenere ciò; difatti non esitano ad assalire assieme Yu prima delle gare ufficiali. Sono molto uniti tra loro, sebbene tutti sottoposti e fedeli al fratello maggiore Argo. Nella sfida coi Galassia Gun-Gun propongono una gara unica senza interruzioni in cui una volta sconfitto un membro della squadra avversaria se ne fa avanti un altro immediatamente, senza che la squadra vincente cambi blader. Dopo la sconfitta si schiereranno con l'accademia HD del Dr. Ziggurat, cercando di impedire agli altri blader di raggiungere il Quartier generale del gruppo, ma verranno infine sconfitti.

#### Argo Garcia
Argo Garcia (アルゴ・グレイシー?, Arugo Gureishī, Argo Gracy in Giappone) è il fratello maggiore e leader della squadra, oltre che il più forte e spietato; ricorre a qualsiasi scorrettezza pur di vincere e non esita ad usare i suoi stessi fratelli, sacrificandoli, e questi non lo disprezzano per ciò, ma anzi, ne sono ben felici. Escogita il piano per attaccare Yuu nelle favelas e sarà lui a infliggergli il colpo più devastante, danneggiando il suo bey per la gara ufficiale del giorno successivo; dopodiché è lui a proporre la sfida a gara continua tra i 4 partecipanti. Scenderà in campo per ultimo, attaccando a tradimento Gingka che ha appena vinto suo fratello Ian per poi vedersela con Tsubasa, l'ultimo blader giapponese, in una massacrante sfida in cui non risparmierà colpi bassi e la sua immensa potenza per averne ragione, ma infine Tsubasa riuscirà a trovare un punto debole e a dimostrargli come lotta un vero blader. Il suo bey è Ray Gil 100RSF, della costellazione del dragone (per l'esattezza rappresenta un Dracolich, uno scheletro di drago) e la sua mossa speciale è 'stretta del Drago'.
È doppiato in giapponese da Taiten Kusunoki e in italiano da Lorenzo Scattorin.

#### Ian Garcia
Ian Garcia (アイアン・グレイシー?, Aian Gureishī, Ian Gracy in Giappone) è il secondo più grande dei 4, assieme a Enzo e Selen attaccherà Yu nelle Favelas; nella sfida ufficiale affronterà Gingka in un duello -tornado-, una particolare sfida in cui sul terreno è presente un'area che per un certo lasso di tempo predeterminato ruota, fornendo, a chi sa sfruttarla, un grande vantaggio per attacchi molto potenti. Ian è esperto di questi duelli in cui si applica da anni e sa calcolare i tempi perfetti per sfruttare l'area girevole, mettendo in seria crisi Gingka, che però infine ribalterà contro di lui questo stile. Il suo Bey è Tornado Herculeo 105F.
È doppiato in giapponese da Daisuke Shusaku.

#### Selen Garcia
Selen Garcia (セレン・グレイシー?, Seren Gureishī, Selen Gracy in Giappone) è la terza e unica ragazza del gruppo, sarà tra gli sfidanti di Yu alle favelas, successivamente avrà la meglio su Masamune, sfruttandone anche l'ingenuità, nella competizione ufficiale e darà dei grattacapi a Gingka, poiché il suo stile di gioco è la continua fuga all'avversario, obliandolo a inseguirla e conseguentemente perdere resistenza. Si ritirerà di sua spontanea volontà, facendosi vanto di non aver mai subito una sconfitta, proprio per questo suo stratagemma. Il suo bey è Ray Gasher M145Q.
È doppiata in giapponese da Yui Kano e in italiano da Debora Magnaghi.

#### Enzo Garcia
Enzo Garcia (エンソ・グレイシー?, Enso Gureishī, Enzo Gracy in Giappone) è il minore dei 4 fratelli. Sarà il primo a presentarsi a Yu, fingendosi amichevole e sfidandolo ad una gara di corsa col bey, per poi attaccarlo coi suoi fratelli Selen e Ian. Anche nella sfida ufficiale dei mondiali sfiderà Yu e grazie all'abilità di salto del suo bey e ai danni causatigli il giorno prima da Argo, porterà la prima vittoria alla sua squadra. Subito però entrerà in campo Masamune che lo sconfiggerà in un colpo. Il suo Bey è Ray Gasher 130F.
È doppiato in giapponese da Miyako Itō.

### Starbreaker
L'Accademia HD è la scuola per blader che ha allenato e sponsorizza questa squadra americana. A capo di questa struttura vi è lo spietato Dr. Ziggurat, che fa anche da allenatore ai blader della squadra statunitense. La scuola raccoglie blader da tutti gli Stati degli U.S.A. e li addestra per renderli invincibili, seppur senza allenamento, con una macchina che aumenta la potenza del Blader e la sincronia col suo bey. L'accademia è finanziata dalla Hades Inc., società di ricerche su nuove fonti energetiche del Dr. Ziggurat, la loro sede è Hades City, una città nel centro di un deserto americano, costruita sulla base di una trottola gigante e che può persino volare con sufficiente energia Hanno alcune somiglianze coi nemici della seconda serie della saga originale di BeyBlade

#### Dr. Ziggurat
Dr. Ziggurat (ジグラット?, Jiguratto) è il proprietario della Hades Inc. e leader della squadra americana, che fa loro da manager e allenatore, nonché direttore e proprietario dell'accademia HD; è un uomo astuto e crudele con grandi ambizioni. Ha sviluppato un sistema di potenziamento artificiale dei blader, tramite una capsula speciale di sua ideazione, che nel mentre migliora le capacità fisiche del blader costruisce anche un bey perfetto per lui; da quanto dimostrato con Tobi, pare che tale processo possa persino curare malattie terminali o incurabili. Rivela di essere un superiore di Doji e di averlo aiutato nella ricerca del bey Proibito, Lightining L-Drago. Il suo bey è Spiral Capricorn 90MF. Di solito ha con sé un furetto bianco, striato, che tiene sulle gambe o in braccio. Ha alcune somiglianze col dr. Zagart della seconda serie della saga originale, difatti anche lui addestra nel suo istituto blader, ma con scopi molto personali, sebbene a dispetto di Zagart, l'obbiettivo finale di Ziggurat è ben più malvagio e pericoloso, difatti ha usato il torneo mondiale per raccogliere dati e realizzare il suo progetto di una nuova e potentissima energia ricavata dal bey, la forza del vortice! Un'energia ricava dal bey di Faust attraverso un macchinario noto come nucleo spirale; essa supera tutte le fonti di energia note all'uomo e può essere usata in vari modi, come alimentare la base della sua società (Hades city) e farla volare o come arma distruttiva superiore in portata persino ad una bomba H. Per queste sue geniali creazioni egli si autoproclama il "novello Einstein". Anche se non appqre nella saga successiva, Metal Fury, Doji confermerà che erano alleati e sottoposti di Pluto per l'operazione risveglio di Nemesis; inoltre il sistema del nucleo a spirale si basa su un principio degli stadi di beyblade presenti nel tempio Azteco di Nemesis, capaci di accumulare e trasferire l'energia dei bey. Il nome della sua società, Hades Inc., deriva dal re Hades, primo utilizzatore di Nemesis, a riprova della sua fedeltà alla causa del dio della distruzione.
È doppiato in giapponese da Mitsuru Miyamoto e in italiano da Diego Sabre.

#### Damian Hart
Damian Hart (ダミアン•ハート?, Damian Hāto) è uno dei più forti giocatori. Presuntuoso e spietato, la sua tattica principale consiste nel terrorizzare l'avversario con la sua devastante potenza. Alla sua prima apparizione attaccherà Tsubasa e Yu, con tale violenza da mandarli all'ospedale. Nella gara preliminare alle finali sconfiggerà da solo Julian, Sophie e Wales degli Excalibur. nella 3ª sfida della finale mondiale si confronterà invece con Gingka. Il suo bey è Hades Kerbecs BD145DS, che ricorda Cerbero di fuoco di Zeo della seconda serie della saga originale; possiede 2 modalità di attacco: una normale, con mossa speciale chiamata "strada per l'aldilà" in cui, ruotando rapidamente attorno a tutto il campo, surriscaldandosi, crea una potente onda d'urto che elimina l'avversario; e una definita modalità booster, ottenuta con l'unione del giunto di rotazione e la ruota di fusione; con essa la sua potenza aumenta in modo esponenziale, in questo stato la sua mossa speciale è chiama "Porta dell'aldilà" ed è una versione potenziata della precedente. Viene sconfitto da Gingka dopo un durissimo confronto.
È doppiato in giapponese da Romi Park e in italiano da Davide Garbolino.

#### Jack
Jack (ジャック?, Jakku) è un folle blader artista e primo ad apparire di persona della squadra americana. Si presenta a Ryuga e lo accompagna all'accademia HD, sviluppando con lui una specie di rivalità. Come tutti i blader della scuola si è sottoposto al potenziamento artificiale e nel mentre è stato realizzato il suo bey, che egli ritiene un'opera d'arte. Durante i duelli si lascia trascinare dall'ispirazione e traccia sul campo un disegno per lasciare l'indelebile ricordo della sfida. Per primo si confronterà con Klaus degli Excalibur, vincendolo facilmente. Nella finale si confronterà con Ryuga che ribalterà contro di lui la sua arte, vincendo il duello e imprigionandone il bey nel disegno che egli stesso aveva tracciato sul campo di gara, nella posizione in cui avrebbe voluto spedire Meteo L-Drago. Il suo bey è Evil Befall UW145EWD, della costellazione del pavone; presenta 3 aste estensibili e retrattili che escono dall'anello di attacco all'improvviso quando si scontra con l'avversario causandogli più danni tanto più potente questi attacca (ciò spiega come abbia reso la potenza di Klaus un elemento a suo favore) è con essi che traccia i disegni sui campi; possiede inoltre una punta Eternal Wide Defense, che ruota al centro del bey, indipendentemente dagli altri componenti, il che gli dona una resistenza virtualmente illimitata agli attacchi avversari, poiché semplicemente non arrivano ad intaccarla e quindi ad influenzare la rotazione. Le sue mosse speciali sono "Bella morte" e "Befall lo squartatore".
È doppiato in giapponese da Kōki Uchiyama e in italiano da Gabriele Marchingiglio.

#### Zeo Abyss
Zeo Abyss (ゼオ・アビス?, Zeo Abisu) è il caposquadra degli Starbreaker. Un tempo miglior amico di Masamune, assieme a Toby; quando quest'ultimo si ammala e Masamune torna in Giappone per sfidare Gingka, rimasto solo, viene arruolato da Ziggurat in cambio di sostegno e cure per l'amico, non immaginando nemmeno cosa trami per lui; diventa così uno dei rappresentanti degli stati uniti, pur essendo in origine un blader scarso, a detta di Masamune; tuttavia inizialmente rifiuterà di sottoporsi al trattamento di potenziamento artificiale dell'accademia e difatti quando Ziggurat gli chiederà di sfidare Ryuga farà una misera figura. Al ritorno dell'amico si ritroveranno piacevolmente, ma più tardi Zeo rivelerà tutto l'odio per Masamune per aver abbandonato lui e Toby e con queste premesse si sfideranno nella prima delle 3 sfide della finale mondiale; per spronarlo al massimo Ziggurat lo minaccia di privare Toby delle cure in caso di sconfitta, ma Zeo riuscirà a sconfiggere Masamune e il dottore manterrà la promessa, sebbene non come Zeo si aspetta. Il suo bey è Flame Byxis 230WD, costellazione della bussola, caratterizzato da un altissimo giunto di rotazione, il che rende assai difficile indebolirne la rotazione, poiché l'anello di attacco, il punto d'impatto migliore per riuscirvi, è difficilmente raggiungibile per un bey standard.
È doppiato in giapponese da Atsushi Abe e in italiano da Massimo Di Benedetto.

#### Faust
Faust (ファウスト?, Fausuto) è il più potente blader dell'accademia HD, nonché elemento indispensabile per il vero obbiettivo di Ziggurat. Non partecipa al torneo mondiale e apparirà solo in seguito, quando il dottore rivelerà il suo scopo finale. Su di lui il processo di potenziamento è stato tale da renderlo praticamente come un automa, senza emozioni e ricordi. In realtà si tratta di Toby, migliore amico di Masamune e Zeo, ma con la procedura il colore dei suoi capelli e i lineamenti del volto sono cambiati e ciò rende difficile riconoscerlo. Il suo bey è Twisted Tempo 145WD e risulta praticamente inamovibile persino per Gingka e Masamune assieme, sarà l'intervento di Ryuga a ribaltare le cose; alla fine recupererà la memoria grazie a Masamune e Zeo e tornerà ad allenarsi assieme a loro.
È doppiato in giapponese da Kōki Miyata e in italiano da Andrea Oldani.

### Blader di Nemesis
Sono il gruppo di blader nemici principali della 3ª saga della serie Metal. Il loro obbiettivo è il risveglio del dio-bey della distruzione, Nemesis il sole nero. Essi hanno influenzato i nemici delle stagioni precedenti, poiché sia Doji, a capo di Nebula Oscura, che Ziggurat, a capo della Hades Inc., erano alleati e sottoposti di Pluto, capo dei Blader d Nemesis

#### Rago
Rago (ラゴゥ?, Rago) è il figlio del sole nero, è il blader leggendario prescelto e unico al mondo capace di controllare l'immensa potenza del bey Nemesis, egli discende dal re Hades, primo utilizzatore del bey, ed intende realizzare l'obbiettivo del suo antenato, distruggere il mondo e crearne uno nuovo sotto il controllo del sole nero. Era imprigionato assieme a 3 blader, posti a sua protezione, in un antico tempio, finché Doji riuscirà a trovarlo e liberarli. Assorbendo le energie dei vari frammenti di stella farà evolvere il suo bey nel signore della distruzione, sconfiggendo facilmente tutti i blader leggendari; quindi farà riemergere il regno perduto di Hades e si appresterà a distruggere il mondo. Ryuga tenterà di sconfiggerlo, ma davanti al suo potere verrà travolto. In seguito i blader leggendari cercheranno d'imprigionarlo all'interno di una barriera, ma grazie a un frammento del beyblade di Pluto riuscirà a salvarsi e i 2 si fonderanno con Nemesis stesso sconfiggendo tutti gli avversari che ha davanti; verrà infine sconfitto dal rabbioso e furioso Gingka con l'energia di tutti i blader della terra. Il suo bey è Proto-Nemesis, che dopo aver assorbito le energie dei frammenti di stella evolverà in Diablo-Nemesis.
È doppiato in giapponese da Toshiyuki Morikawa.

#### Pluto
Pluto (プルート?, Purūto) è il blader leggendario a capo dei blader di Nemesis. Tenta d'impadronirsi della stella che cade sulla Terra a inizio della saga, ma l'intervento di Dynamis, che lo distrugge in 10 frammenti, è costretto a rintracciarne il potere per tutto il pianeta. Per questo invierà il suo sottoposto alla ricerca dei bey in cui si trovano i frammenti. Si recherà anche nel tempio africano di Dynamis, con lo scopo di soggiogarlo al potere di nemesis attraverso una collana cimelio appartenuta al re Hades e tramandata dal suo antenato fino a lui al fine di contenerne l'influsso maligno; così otterrà un 3° blader col frammento di stella con cui risvegliare Nemesis. Successivamente con l'avvento di Rago e il supporto dei suoi subalterni riuscirà ad attirare i blader leggendari e del sistema solare nell'antico tempio sudamericano ove risiede e facendoli combattere contro i soldati di Nemesis finalmente ridarà vita a Nemesis per distruggere il mondo. Quindi, con Rago e Doji, si recherà al regno perduto di Hades per iniziare l'opera di distruzione del mondo, ma verranno ostacolati prima da Ryuga e poi dagli altri blader leggendari; sarà di supporto a Rago nella lotta, impedendo in un primo momento a Kenta di aiutare i blader delle 4 stagioni a imprigionarlo, ma alla fine sarà sconfitto. Tuttavia, durante il crollo del tempio di Hades un frammento del suo bey permetterà a Nemesis di sfuggire alla barriera di Zeus e Pluto diventerà un'unica entità con Rago e Nemesis. Infine verranno precipitati nel ventre del pianeta, sparendo. Il suo bey è Fusion Hades AD145SWD (o Fire Fuse Dark Hell nel doppiaggio occidentale).
È doppiato in giapponese da Toshiyuki Toyonaga.

#### Johannes
Johannes (ヨハネス?, Yohanesu) è il sottoposto di Pluto incaricato di recuperare i frammenti di stella sparsi per il globo. Dopo diversi fallimenti recluterà Aguma (capo della fazione Beybey) e il mercenario Chris (entrambi in possesso di un frammenti di stella) riuscendo a convincerli a risvegliare Nemesis. A causa del suo carattere presuntuoso, ma anche placido, si attira spesso le ire di Bao (amico di Aguma), ma nonostante questo riescono a collaborare bene. Dopo l'evoluzione di Nemesis, Pluto gli affiderà il compito di ostacolare i blader leggendari concedendogli il comando dei 3 soldati del sole nero, am col tradimento di Aguma e i suoi verranno sconfitti. Il suo bey è Beat Linx TH 170 WD.
È doppiato in giapponese da Isshin Chiba.

#### Soldati del Sole Nero
Sono i 3 guardiani e protettori di Rago, intrappolati con lui nel tempio trovato da Doji.

#### Cycnus
Cycnus (キュクナス?, Kyukunasu) è uno dei soldati del sole nero, dalla carnagione scura, capelli bianchi e occhi completamente neri; indossa abiti che ricordano le tuniche dell'antica Grecia. Gli viene affidato il compito di affrontare i blader leggendari assieme a Chris, ma verrà sconfitto; in seguito sotto gli ordini di Johannes tenterà, assieme ai suoi 2 compagni, di impedire ai blader leggendari di raggiungere Rago, Pluto e Doji nel regno di Hades; venendo però sconfitto nuovamente Il suo bey è Kreis Cygnus 145WD.
È doppiato in giapponese da Junji Majima.

#### Keyser
Keyser (ケイザー?, Keizā) è uno dei soldati del sole nero, dalla carnagione scura e capelli ispidi neri, porta una maschera a coprirne la metà inferiore del volto. Assieme a Herschel affronterà Yu, King e Masamune, ma verrà sconfitto; in seguito sotto gli ordini di Johannes tenterà, assieme ai suoi 2 compagni, di impedire ai blader leggendari di raggiungere Rago, Pluto e Doji nel regno di Hades; venendo però sconfitto nuovamente. Il suo bey è Bakushin Beelzeb T125XF.
È doppiato in giapponese da Masami Iwasaki.

#### Herschel
Herschel (ハーシェル?, Hāsheru) è uno dei soldati del sole nero, dalla carnagione scura, completamente calvo e con diversi tatuaggi sul volto, assieme a Keyser affronterà Yu, King e Masamune, venendo però sconfitto; in seguito sotto gli ordini di Johannes tenterà, assieme ai suoi 2 compagni, di impedire ai blader leggendari di raggiungere Rago, Pluto e Doji nel regno di Hades; venendo però sconfitto nuovamente. Il suo bey è Duo Ice-Titan 230WD e rappresenta Urano, ma non è un blader del sistema solare.
È doppiato in giapponese da Tarusuke Shingaki.

### Altri personaggi

#### Chris
Chris (クリス?, Kurisu) è un blader mercenario, è divenuto il blader leggendario della stagione invernale. All'inizio deciderà di accettare la proposta di Johannes e si asservirà a Nemesis, ma dopo lo scontro con Gingka si ricorderà dei valori che aveva un tempo e aiuterà i blader leggendari nel confronto col dio della distruzione. Il suo beyblade è Phantom Orion B:D.
È doppiato in giapponese da Tatsuhisa Suzuki.

#### King
King (王?, Ō) è il blader leggendario del pianeta Marte, dapprima rivale e poi miglior amico di Masamune; hanno la stessa personalità e vogliono diventare tutti e due i numeri uno. Anche se è un blader eccezionale si lascia trasportare troppo dalla sua ardente passione. Il suo bey è il leggendario Varyares e può ruotare sia a destra che a sinistra, come Gravity Destroyer di Julian Konzer (di cui si può definire come l'antenato viste le similitudini) ed era sigillato in un tempio su un'isola greca, finché non venne risvegliato da un nuovo frammento di stella.
È doppiato in giapponese da Mutsumi Tamura.

#### Ryuto
Ryuto (竜斗?, Ryūto) è il fratello minore di Ryuga (si scopre solo nel manga), infatti si notano somiglianze tipo i capelli bianchi e rossi (Ryuto la parte rossa ce l'ha a destra, Ryuga a sinistra). È un archeologo alla ricerca di antichi reperti e guiderà Gingka e i suoi amici nel tempio africano dove troveranno Dynamis.
È doppiato in giapponese da Mie Sonozaki.

#### Toby
Toby (トビー?, Tobī) è il miglior amico di Masamune e Zeo; dopo essere stato trasformato in Faust, i suoi capelli cambiano colore in bianco.
È doppiato in giapponese da Kōki Miyata e in italiano da Andrea Oldani.

#### Dynamis
Dynamis (デュナミス?, Dyunamisu) è il guardiano del santuario africano, blader leggendario di Giove, è a conoscenza della storia antica riguardante Nemesis e i blader leggendari del sistema solare. Quando vide il nuovo frammento di stella avvicinarsi alla terra lo spaccò in 10 frammenti col potere del proprio bey, per impedire a Pluto d'impadronirsene. Sarà lui a rivelare a Gingka e Co. la verità sul passato e sul destino futuro che aspetta il mondo se Nemesis dovesse risvegliarsi. In seguito Pluto riesce a plagiarlo attraverso la collana che tiene sotto le sue vesti, ereditata dall'antico sovrano Zeus che fermò Hades dal distruggere il mondo millenni or sono. Nel tempio maya, base di Pluto, si confronterà con Gingka e poi con Kyoya, venendo riportato alla ragione e assieme agli altri blader leggendari cercherà di fermare Nemesis.
È doppiato in giapponese da Hikaru Midorikawa.

#### Hyoma
Hyoma (氷魔?, Hyōma) vive a Komamura ed è un amico d'infanzia di Gingka, nonché suo rivale di vecchia data. Accende una certa rivalità anche con Kyoya, ma verrà sconfitto da lui nel Survival Battle. Il suo beyblade è Rock Aries ED145B. Il suo nome vuol dire "Demone di Ghiaccio".
È doppiato in giapponese da Tetsuya Kakihara e in italiano da Massimo Di Benedetto.

#### Hokuto
Hokuto (北斗?) è un cane parlante che protegge da eventuali intrusi il villaggio segreto di Komamura. Il suo beyblade (solo nel manga) è Libra.
È doppiato in giapponese da Hozumi Gōda.

#### Teru Saotome
Teru Saotome (早乙女輝?, Saotome Teru) ha dovuto abbandonare la carriera di ballerino per un incidente. Dopo aver visto un incontro di Gingka decide di diventare un blader. Il suo beyblade è Earth Virgo GB145BS.
È doppiato in giapponese da Nobuhiko Okamoto.

#### Sora Akatsuki
Sora Akatsuki (暁 宇宙?, Akatsuki Sora) si definisce il miglior allievo di Gingka, nonostante non lo abbia mai incontrato. Il suo beyblade è Cyber Pegasus 100HF.
È doppiato in giapponese da Machiko Kawana e in italiano da Davide Garbolino.

#### Busujima
Busujima (毒島?) compare in un solo episodio della prima serie per completare la "serie zodiaco" dei beyblade. Il suo beyblade è Rock Scorpio T125JB. Nel manga però il personaggio è molto più importante, infatti arriva a far parte di Nebula Oscura.
È doppiato in giapponese da Takeshi Kusao.